# Попяска
Попяска (рум. Popeasca) — село в Молдові в Штефан-Водському районі. Утворює окрему комуну.

## Населення

### Національність
Розподіл населення за національністю за даними перепису 2004 року:
| Національність   | Відсоток |
| ---------------- | -------- |
| молдовани/румуни | 98,86%   |
| росіяни          | 0,85%    |
| українці         | 0,22%    |
| інші             | 0,08%    |